# Willings (Gemeinde Windigsteig)
Willings ist eine Ortschaft und eine Katastralgemeinde der Marktgemeinde Windigsteig im Bezirk Waidhofen an der Thaya im niederösterreichischen Waldviertel mit 42 Einwohnern (Stand 1. Jänner 2024).

## Geografie
Das Dorf ist südlich an Windigsteig angebaut und ist nur durch den Thauabach von diesem getrennt. Im Süden schließt die Trasse der Franz-Josefs-Bahn den Ort ab, der am 1. April 2020 genau 19 Adressen umfasste.

## Geschichte
Die erste urkundliche Erwähnung des Ortes erfolgte im Jahr 1363, als Abt Seyfried bestätigte, dass Albrecht, der Gwendel von Windigsteig, eine Jahrtagsstiftung mit 60 Pfennigen Dienst auf die dem Kloster Altenburg lehnbare Wiese an dem Burlings zu Windigsteig gelegt hatte. 1490 verlieh Kaiser Friedrich III. das Landgericht im Markte Windischsteig an Hans Metschacher; das Gerichtsgebiet reichte bis Wielling.
Im Jahr 1822 wurde der Ort als Dorf mit acht Häusern genannt, das nach Windigsteig eingepfarrt war, wohin auch die Kinder eingeschult wurden. Die Herrschaft Schwarzenau besaß die Ortsobrigkeit, übte die Landgerichtsbarkeit aus, besorgte die Konskription und hatte die Grundherrschaft inne. Letzter Inhaber der Herrschaft war August Baron von Pereira-Arnstein.